# Plano principal (sonido)
El plano principal es aquel plano imaginario en el que se sitúa al oyente, independientemente de que haya o no sonido. A partir de este punto, se interpetan los planos de presencia, que recrean la distancia entre el oyente y las fuentes sonoras.
Cuando en el plano principal hay sonido, se habla de que es un primer plano sonoro. 
- Datos: Q9060480